# Operación Deep Freeze
Operación Deep Freeze (en inglés: Operation Deep Freeze, traducida como Operación Congelador y abreviada como OpDFrz o ODF) es el nombre de una serie de misiones de los Estados Unidos en la Antártida que comenzaron con la Operation Deep Freeze I en 1955-1956, siguiendo con la Operation Deep Freeze II, Operation Deep Freeze III, etc. Dada la continuidad y presencia constante de los Estados Unidos en la Antártida desde 1955, Operation Deep Freeze se volvió el término general para denominar a las operaciones de ese país en ese continente y en particular para las misiones regulares de reabastecimiento de sus bases antárticas, coordinadas por las Fuerzas Armadas.

## Antecedentes
La Armada de los Estados Unidos ya tenía un registro de previas exploraciones en la Antártida, comenzando en 1839, cuando el capitán Charles Wilkes lideró la denominada Expedición Wilkes en aguas antárticas. En 1929 el almirante Richard Evelyn Byrd estableció la base naval Little America I, liderando su primera expedición antártica para explorar islas y conducir el primer vuelo sobre el Polo Sur. Entre 1934 y 1935 Byrd lideró su segunda expedición antártica explorando más islas, y llevó adelante una tercera en 1940, catografiando el mar de Ross. 
Después de la Segunda Guerra Mundial, desde 1946-1947, Byrd tuvo un papel importante en la Operación Highjump de la Armada, que cartografió la mayor parte de las costas antárticas. En 1948 el comandante Finn Ronne lideró una expedición que fotografió más de 1 100 000 de km² desde el aire. Luego, entre 1954 y 1955 el rompehielos USS Atka hizo una exploración de bahías antárticas para utilizar en futuros desembarcos.

## Operación Deep Freeze I
El impulso que dio lugar a la Operation Deep Freeze I fue el Año Geofísico Internacional 1957-1958, que fue un esfuerzo colaboracional de 40 naciones para llevar adelante estudios científicos del planeta desde el Polo Norte al Polo Sur. Los Estados Unidos, junto con el Reino Unido, Francia, Japón, Noruega, Chile, Argentina, y la Unión Soviética acordaron ir a la Antártida, entonces la zona menos explorada de la Tierra. Sus metas fueron avanzar el conocimiento sobre la hidrografía clima de la Antártida, movimientos glaciáricos y vida marina. La Armada de los Estados Unidos tuvo a su cargo el apoyo de los científicos estadounidenses en esta misión.
La Operation Deep Freeze I preparó una base permanente que allanó el camino para investigaciones más exhaustivas en las siguientes operaciones Deep Freeze. La expedición tuvo lugar durante el verano antártico de noviembre de 1955 a abril de 1956.

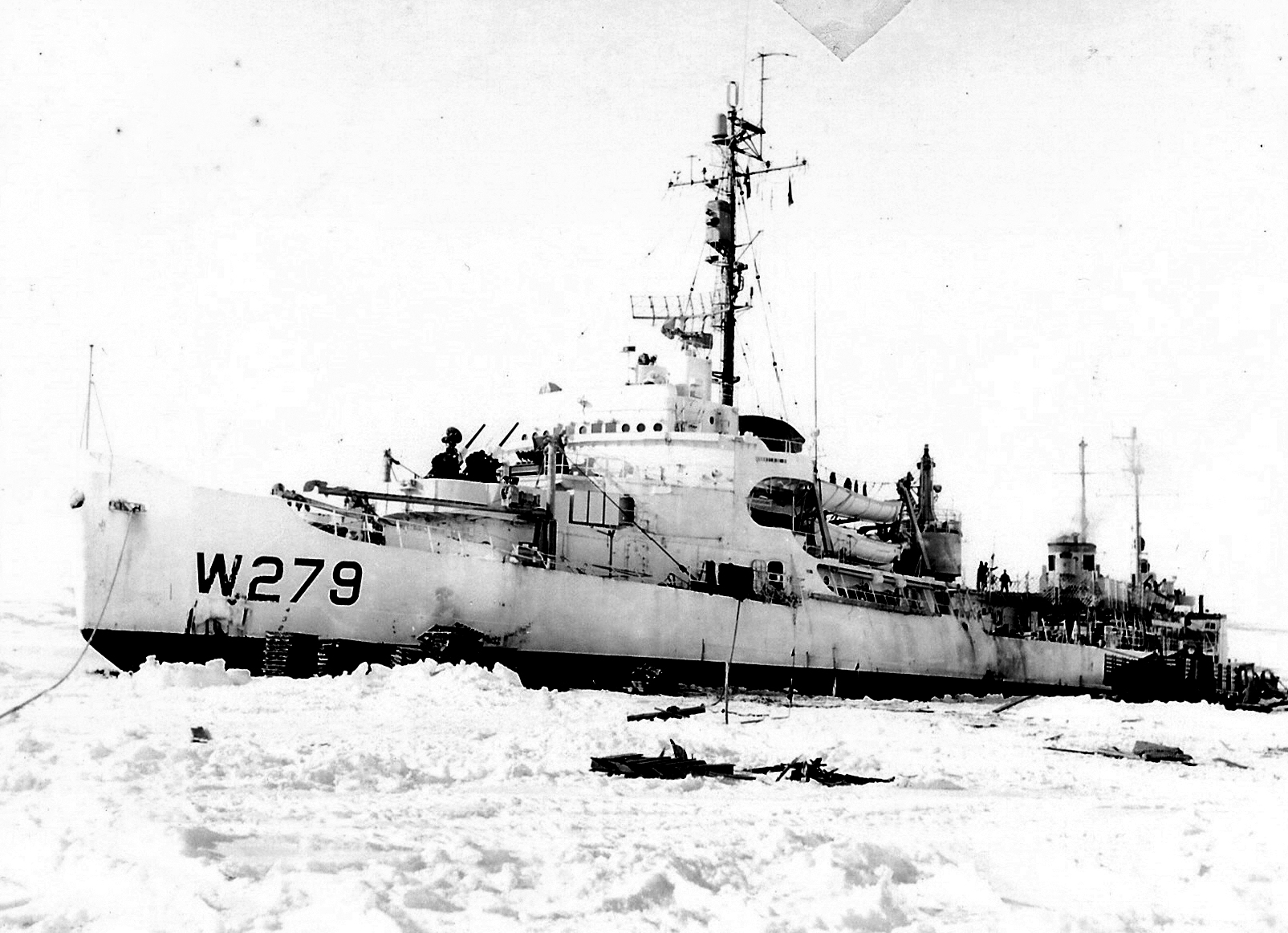
El rompehielos USCGC Eastwind en aguas antárticas durante la Operation Deep Freeze I.

La operación utilizó los siguientes barcos:
- Buque de carga USS Wyandot
- Buque de carga USS Arneb
- Rompehielos USS Edisto
- Rompehielos USS Glacier
- Rompehielos USCGC Eastwind
- Buque tanque USS Nespelen
- Buque de carga de la marina mercante USNS Greenville Victory

## Actualidad

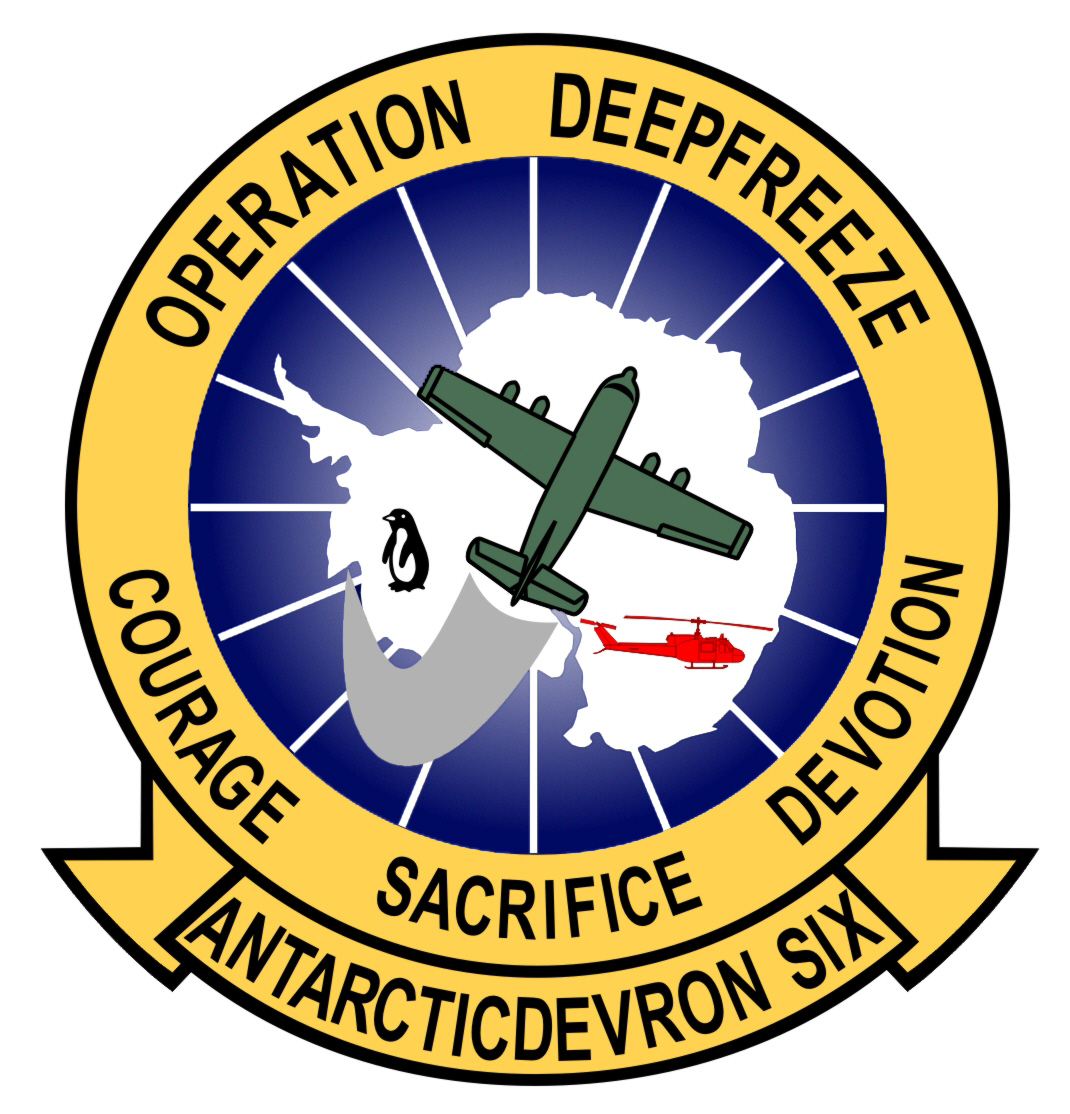
Insignia del Navy Antarctic Development Squadron SIX (VXE-6), conocidos como los pingüinos arrugados.

Las operaciones de civiles y científicos estadounidenses en la Antártida son supervisadas por el Programa Antártico de los Estados Unidos (United States Antarctic Program o USAP) así como la National Science Foundation. Las misiones militares de apoyo utilizan el Aeropuerto Internacional de Christchurch en Nueva Zelanda durante el verano antártico (de fines de septiembre a principios de marzo) hasta donde llegan aviones Boeing C-17 Globemaster III del Mando de Movilidad Aérea de la Fuerza Aérea de los Estados Unidos. Desde esos aviones se traspasa la carga a aviones LC-130 Hércules que proveen el movimiento logístico a las áreas remotas de operación en el continente. Además de esos aviones también intervienen rompehielos de la Guardia Costera de Estados Unidos, del Mando de Material de la Fuerza Aérea, y del Comando de Transporte Marítimo Militar. 